# Loop-the-Loop
〈Loop-the-Loop〉(루프 더 루프)는 KOTOKO의 16번째 싱글로 2010년 10월 20일에 제네온 유니버설 엔터테인먼트 재팬을 통해 발매되었다.

## 해설
- 전작 〈쾌청한 하늘로의 유혹〉에서 약 3개월만의 2010년 2번째 발매 작품.
- 타이틀 곡 〈Loop-the-Loop〉는 텔레비전 애니메이션 《좀 더 To LOVE -트러블-》의 오프닝 테마로 사용되었다.

### 주요 기록
- 2010년 11월 1일부 오리콘 주간 싱글 차트 18위에 등극. 초기 매출량은 4천장으로 전작 〈쾌청한 하늘로의 유혹〉에서 약 1000매 감소했다.

## 수록곡
1. Loop-the-Loop [4:11]
작사 : KOTOKO, 작곡 : KOTOKO・나카자와 도모유키, 편곡 : 나카자와 도모유키・오자키 다케시
2. 雷鳴が鳴く頃 [5:53]
작사・작곡 : KOTOKO, 편곡 : C.G mix
3. Loop-the-Loop（instrumental）
4. 雷鳴が鳴く頃（instrmental）

DVD (초회한정판)
1. Loop-the-Loop (Music Clip)